# Philipp Klein
Philipp Klein (ur. 1890, zm. ?) – zbrodniarz nazistowski, członek załogi niemieckiego obozu koncentracyjnego Mittelbau-Dora i SS-Scharführer.
Członek NSDAP od 1933. W czasie II wojny światowej pełnił służbę w Mittelbau-Dora jako strażnik, konwojent drużyn roboczych i sanitariusz. Zasiadł na ławie oskarżonych w procesie US vs. Philipp Klein i inni przed amerykańskim Trybunałem Wojskowym w Dachau. Skazany został na 4 lata pozbawienia wolności za ciężkie pobicie kawałkiem drewna jednego z więźniów, który następnie trafił do obozowego szpitala. Klein przyznał się do stawianych mu zarzutów.